# ジュリア・ギラード
ジュリア・アイリーン・ギラード（英語: Julia Eileen Gillard、1961年9月29日 - ）は、オーストラリアの政治家。第27代首相、労働党党首を歴任した。

## 来歴

### 前半生
1961年9月29日にウェールズのバリーに生まれ育ったが、気管支肺炎を病んだ際に医師から温暖な気候の下で療養することを勧められ、一家は1966年にアデレードに移住した。父・母と3歳年上の姉がいる。一家は貧しく父は警察官であったが、オーストラリア移住後は精神科看護師として働き、母は救世軍の福祉施設で働いた。
アンリー・ハイスクール在学時はオールA（最優秀）の成績でアデレード大学に入学して文学と法学を専攻した。その後メルボルン大学へ転学してオーストラリア学生連合で働く。1986年に文学学士と法学学士の学位を取得した。1987年にスラター&ゴードン法律事務所に就職し、労働法を専門とする弁護士として勤務した。29歳の時に同事務所のパートナー（共同経営者）の1人となる。

### 政界入り
アデレード大学に入学して2年目の時、ギラードは州の教育予算削減に反対する運動に参加した。また労働党に参入し、オーストラリア学生連合会長となる。また社会主義者フォーラムに参加して議長を務める。1995年から1998年にかけてジョン・ブランビーの下で働いた。
代議院選挙では2回の落選を経て1998年ビクトリア州レーラー選挙区から出馬した。連邦政府議員に当選し、野党の労働党では影の内閣で人口移民相、厚生相を務めた。2006年に労働党副党首に就任し、2007年の総選挙で労働党が政権についた際には副首相に就任した。
2007年12月11日にケビン・ラッド首相がバリ島にて第13回国連世界気候変動会議に出席した際、オーストラリア史上初めて女性として首相職を代行した。また教育相、労働相、社会包括相も兼任している。
私生活ではギラード政権を支える閣僚のクレイグ・エマーソンと交際していた。2006年からは不動産会社に勤務する元美容師の男性と同棲をしているが、正式な結婚はしておらず、子供もいない。それ故に「もし自分がアメリカ人ならば、独身（正式な結婚をしていない）・子供は不要・無神論者の自分は、国のトップにはなれないだろう」と語っている。

### 首相就任
2010年6月24日に労働党の緊急議員総会で対立候補不在の中、新党首に選出された。これにより労働党初の女性党首に選出され、同日クエンティン・ブライス総督により第27代首相に任命された。イギリス出身のオーストラリア首相はビリー・ヒューズ以来で、ウェールズ出身としては初の首相でもある。
政権発足後はラッド政権時に比べて支持率が回復したことを踏まえ、7月17日に代議院を解散し、8月21日に総選挙を実施した。自由党との大接戦となり、無所属議員を巻き込んだ多数派工作合戦の結果、同年9月7日に労働党が過半数確保に成功した。選挙により選出されたオーストラリアで初の女性首相となり、9月15日に第2次ギラード内閣を成立させた。
2012年2月に突如外務大臣を辞任したラッドと労働党党首選挙を争い、71票を獲得して31票に留まったラッドを破り再選を果たした。この党首選挙ではギラード陣営とラッド陣営の双方が互いに人格否定を含めた辛辣な個人攻撃を繰り返したため、オーストラリアの有権者たちには労働党の不和ぶりが決定的に印象付けられた。
その後もギラードの支持率は低迷し、逆にラッド前党首の人気が高いことから党内では2013年9月に予定されている総選挙を見据えて党首交代を求める声が高まった。2013年3月21日の下院本会議においてラッドに近い閣僚から党首選挙の早期実施を求められたため、ギラードはその場で当日に党首選挙を実施することを表明した。この奇襲作戦にラッドは準備不足を理由に出馬断念を表明せざるを得ず、唯一の立候補者であるギラードが無投票・満場一致で党首に再選された。
だが、ラッドを支持していたマーティン・ファーガソン資源・エネルギー・観光相など3人の閣僚が、この混乱により辞任する事態となり、政権に打撃となった。2013年3月24日に発表された、オーストラリア国民を対象とした世論調査では、6割がギラード内閣を「死に体」と見なしている。3月25日、ギラードは新内閣の布陣を発表したが、世論調査では野党の自由党・国民党の保守連合の支持率が一貫して労働党を上回っている。
最終的にギラード内閣を去った閣僚は8人に上った。それを受けて2013年6月26日に行われた労働党の党首選挙でラッドに敗北した。ギラードは首相を辞任し、ラッドが首相に復帰した。辞任後にギラードは次期総選挙に出馬せず、政界を引退することを表明した。
ラッドとの内紛により労働党は国民の支持を失い、2013年9月7日に行われた総選挙では保守連合に敗北、6年ぶりの政権交代を許す結果となった。
- 日本の菅直人内閣総理大臣と（2010年10月4日）
- ブラジルのジルマ・ルセフ大統領と（2011年11月2日）
- 左からギラード、ロシアのドミートリー・メドヴェージェフ大統領、米国のバラク・オバマ大統領（2011年11月14日）
- インドのスシュマ・スワラージ外相と（2012年10月17日）
- 米国のヒラリー・クリントンと（2012年11月13日）

## 日本との関係
2011年4月21日に日本を訪問し、菅直人首相と会談した。また東日本大震災の被災地である宮城県南三陸町を視察した。2021年4月に日本国における春の叙勲で旭日大綬章を受章した。

## 政策・主張
総選挙中の2010年8月17日にオーストラリアの共和制の移行への支持を表明している。移行時期は次の王位継承に合わせるのが適切との考えを示している
。共和制に関しては、1999年の国民投票で共和制が僅差で否決されて以降ラッド前首相も共和制への移行を段階的に行う案を表明していた。